# WinRK
WinRK ist ein kommerzielles Datenkompressionsprogramm für Microsoft Windows. Es wird von der Firma M Software vertrieben, die ihren Sitz in Neuseeland hat und nur aus einer Person, Malcolm Taylor, besteht.
WinRK unterstützt sein eigenes proprietäres Archivformat RK und darüber hinaus noch die weit verbreiteten Dateiformate ZIP, gzip, bzip2, Tar, RAR sowie ISO-Abbilder. Die ZIP-Unterstützung des Programms ist kompatibel mit der AES-Verschlüsselung, welche von der aktuellen WinZip-Version genutzt wird, und mit dem neueren Zip64-Standard. Diese Unterstützung erlaubt neben größeren Archivdateien (über 4 GiB) auch eine sehr starke Verschlüsselung.
Spätere Versionen von WinRK bieten eine DLL-basierte Plug-in-Schnittstelle, die Entwicklern die Möglichkeit gibt, Plugins für die Unterstützung eigener Archivformate und Kompressionsverfahren für WinRK zu entwickeln.
Die Algorithmen, die von WinRK für das eigene Archivformat RK genutzt werden, sind ROLZ (erstmals in WinRK implementiert, basierend auf LZ77), PPM und PWCM (ein Abkömmling von Matt Mahoneys PAQ-Algorithmus).
Vergleichstests aus den Jahren 2005 bis 2009 zeigten bei WinRK die höchste Kompressionsrate von Programmen seiner Klasse, allerdings auf Kosten einer sehr langen Kompressionsdauer. Ihm fehlt allerdings ein Freeware-Entpackprogramm (RAR zum Beispiel bietet ein solches für viele Systeme), obwohl es fähig ist, selbstextrahierende Archive zu erstellen (diese laufen nur auf Windows, könnten Probleme auf älteren (nicht-NT)-Versionen verursachen). Aus diesem Grund erfreuen sich Packprogramme wie WinZIP, WinRAR und das Open-Source-Programm 7-Zip größerer Beliebtheit.

## Kommandozeilenschnittstelle
„WinRK bietet eine einfache, aber leistungsstarke Skriptsprache, um Stapelverarbeitung zu ermöglichen. Das Skript kann direkt über die Kommandozeile oder durch eine Text-Skriptdatei angesteuert werden“ (aus der WinRK-Hilfedatei).
Allerdings zeigt WinRK, auch wenn es über die Kommandozeile gesteuert wird, weiterhin ein GUI-Fenster, welches die Benutzeroberfläche und die Fortschrittsanzeige des Vorgangs zeigt. Viele andere Packprogramme wie PKZIP, WinZip, PowerArchiver etc. benötigen einen zusätzlichen Download und Installation (und bei WinZIP zusätzliche Kosten), um diese Funktionalität neben der grafischen Oberfläche zu bieten; 7-Zip bietet neben der Win32-GUI-Version auch alternative Kommandozeilenversionen, auch für viele andere Betriebssysteme.